# 功夫棒球
《功夫棒球》（逆境ナイン）是一部真人版電影，改編自島本和彥的同名漫畫作品《逆境九壯士》，作品本身簡稱為「GK9」。電影版在2005年7月2日上映，由ROBOT企畫・製作。

## 概要
改編原作而成的真人版電影。故事以原作的第1話地區予選決賽（與日出商業的決戰）重新改編成新的故事。原作的訓話場面也被保留下來，另外電影版也更加強調喜劇面。
原作中出現的眼球外露的男子漢直球，以所捲起的暴風呈現出其壓迫感和電影版原創的「從宇宙降下刻有四字成語的謎之石碑」等特殊效果也是本作的特徵。
舞台從北海道變更到三重縣。也得到當地的協力幫助，將伊勢當地的社會風俗變成令人印象深刻的背景，不過各景色的地點連繫與實際上有所差異。外景以伊勢市・鳥羽市・志摩市為主、比賽球場則是使用伊勢市以外的津市和四日市市的棒球場。本作中的全力学園場景則是使用鳥羽市立鳥羽東中学校和三重縣立鳥羽高校。
也許是因為被剪接成兩個小時的片長，所以龜谷等中途加入成員的存在也被剪掉（不過插話中都存在）並且以原作的初期成員中途退出來推進整個故事。然後電影中期出現「7名正式成員脱落」的逆境、除了新屋敷和山下外，其他角色的脫落理由都與原作相同。另外原作的不屈鬥志為左投手、但在電影版，因為主演的玉山鐵二為右撇子於是不屈也跟著改為右投手。

## 故事大綱
全力學園棒球隊是一隻從未贏過球的三流球隊，不過隊長不屈鬥志卻是一個熱情十足，把逆境當作吃補一樣的熱血漢子。但在校長宣佈如果球隊不打進甲子園就要解散球隊的情況下，不屈與其他隊友還有球隊經理一起克服無數次的逆境而闖進了地區選拔決賽，但擋在他們面的卻是實力超強而且專門以打爆對方投手為樂的日出商業學校，結果比賽不但讓全體隊員一一倒下還創下了112比0的超逆境比數，不屈最後是否能夠力挽狂瀾完成帶領隊友進入甲子園的夢想呢?

## 電影版角色
不屈鬥志（ふくつ とうし）- 投手
演：玉山鐵二；賀宇傑(中文配音)
本作主角。為學校棒球隊隊長，是一個逆境來的越多就越熱血的熱血笨蛋。由於這次球隊遭遇即將被廢的命運，而要帶領球隊一起打進甲子園。
神原剛（さかきばら ごう）- 教練
演：田中直樹；林協忠(中文配音)
棒球隊教練。雖然帶領棒球隊，但自己以前卻是連棒球都沒打過的藤球國手。受到校長的拜託，來這裡擔任教練以及社會科老師。自己雖然沒有棒球底子，卻會用一些道理來開導隊員們。
有著愛喝酒和不務正業的一面。除了都不去上課外，甚至多次在球隊比賽時，都忘了過來球場，最後被教育委員會抓包而被迫開除。
校長
演：藤岡弘；陳旭昇(中文配音)
整個學校的靈魂人物，能夠讓人立刻感覺出他熱血的一面。對於棒球隊相當關心，甚至以要解散球隊的命令，企圖激勵他們打進甲子園。
月田明子（つきた あきこ）- 球隊經理
演：堀北真希；郭馨雅(中文配音)
典型的棒球隊經理，不但有一張清純漂亮的臉孔而且個性認真負責。
因為一次意外，讓不屈以為明子在暗戀他。
新屋敷（しんやしき、演：青木崇高） - 遊擊手
山下（やました、演：栩原樂人） - 右外野手
後藤（ごとう、演：出口哲也） - 一壘手
大石（おおいし、演：柴田將士） - 捕手
小林（こばやし、演：寺内優作） - 二壘手
古家（ふるや、演：土倉有貴） - 左外野手
南（みなみ、演：坂本真） - 三壘手
橫山（よこやま、演：堺澤隆史） - 中堅手
神崎優司（かんざき ゆうじ）- 投手
演：松本實；林協忠(中文配音)
日出商業棒球隊隊長兼王牌投手，對於被全力學園打敗的事情耿耿於懷，於是發誓要擊倒他們。
下勾投手，擁有一百六十八公里的驚人球速。
狙擊砲東鄉（スナイパー とうごう
演：松崎裕）
日出商業棒球隊的頭號打者，能夠把打出去的球用來攻擊對方投手，在將對方投手擊退場後，會在球棒下留一顆星星。在最後的比賽被不屈的男子漢直球給打倒。
名字由來來自於「ゴルゴ13」的主角。
炎尾燃（ほのお もゆる）- 解說員
演：島本和彦；黃天佑(中文配音)
負責在最後比賽中講解比賽。名字來自於「漫畫狂戰記」的主角。

## 工作人員
- 導演：羽住英一郎（ROBOT）
- 劇本：福田雄一
- 音樂：佐藤直紀
- 主題歌：岡村孝子『不要放棄夢想 『功夫棒球』重製版』
- 製作：全力学園棒球部（電影「功夫棒球」製作委員會）
  - 日本電視台
  - ROBOT
  - 小学館（今井田光代、佐藤礼文、立原滉二、由田和人、阿部慶輔、細川祐司、加藤直人、勝山健晴、岩瀬英介、福井達也）
  - 讀賣電視台
  - Vap
  - ASMIK ACE ENTERTAINMENT
- 宣傳協助： 讀賣新聞

## 電影版戰績
- vs日出商業 9 vs 0 - 練習賽。和原作一様是不戰而勝。
- vs中中学園 2 vs 1 - 地區預選初戦。
- vs手抜学園 ? vs ? - 地區預選第二回戰。比數不明。原作中則是對決世和井
- vs日出商業 113x vs 112 - 地區預選決賽

## 劇中名言
- 全力學園校訓:「不全力以赴的話，就給我去死」
- 神原教練的名言
  - 「不知為不知，是知也」─ 由於球隊在不戰而勝了日出商業後精神喚散，所以校長特地找了藤球國手神原剛擔任球隊教練，而他本人就對這些質疑他資格的隊員，說出這句話，以表示自己雖然不知棒球但可以教他們人生哲理。
  - 「那個是那個，這個是這個，毫不相干」─ 由於不屈對於對戰對手中中吃了他們叫的便當而食物中毒感到相當罪惡，所以神原特地告訴他這句話，要他不要在意。
- 「男子漢有三種時刻不能逃避。一‧關鍵時刻、二‧現在就是關鍵時刻、三‧因為我們是男子漢」─ 不屈由於曾翹掉比賽，而被隊友趕了出去，後來再次回來參加決賽時，對於他的隊友說出這句話。
- 「你能打得到這顆球嗎?」─ 在不屈的隊友紛紛倒下後，原本也想要放棄比賽的不屈，因為教練的鼓勵而覺醒並且對狙擊砲東鄉說出這句話後，投出了魔球‧男子漢直球。